# Ponedera (kommun)
Ponedera är en kommun i Colombia.   Den ligger i departementet Atlántico, i den norra delen av landet, 700 km norr om huvudstaden Bogotá. Antalet invånare är 18 954.